# Onze-Lieve-Vrouwekapel (Kasen)

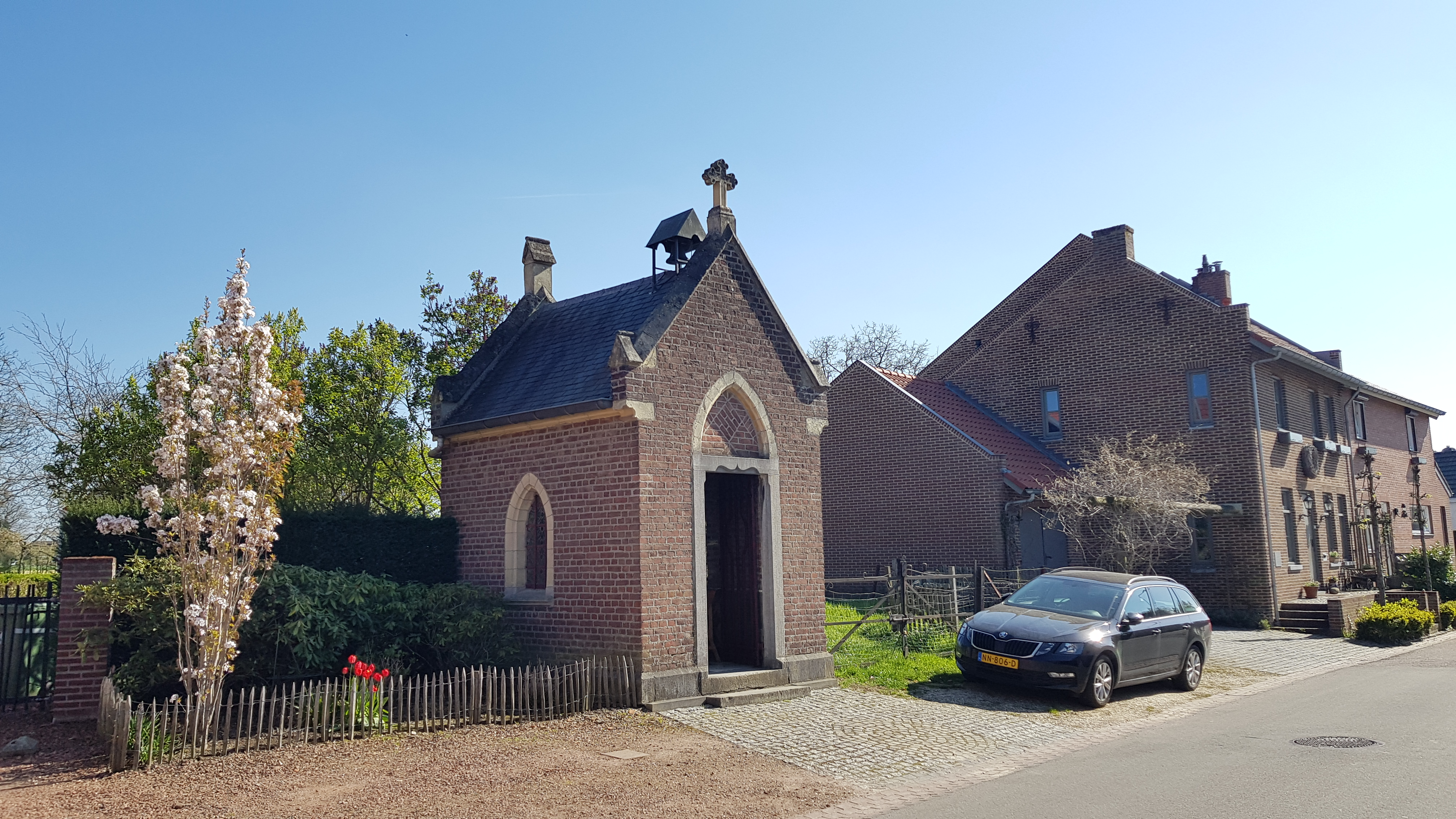
De Onze-Lieve-Vrouwekapel

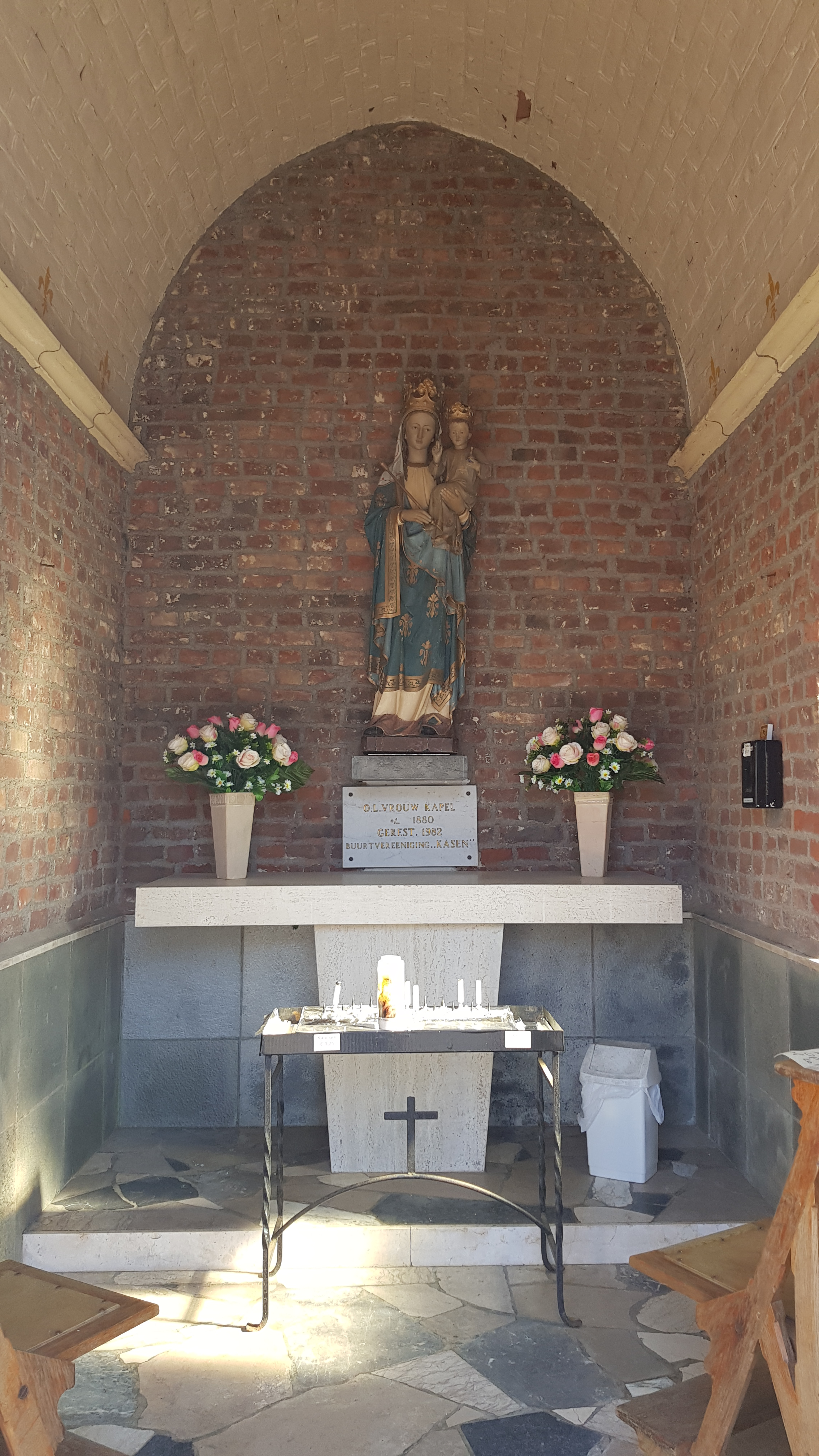
Interieur

De Onze-Lieve-Vrouwekapel is een kapel in Kasen bij Bunde in de Nederlands Zuid-Limburgse gemeente Meerssen. De kapel staat tegenover nummer 18 aan de Kasennerweg midden in Kasen. Op ongeveer 550 meter naar het zuiden staat de Mariakapel van Kasen.
De kapel is gewijd aan Maria, specifiek aan Onze-Lieve-Vrouw.

## Geschiedenis
Omstreeks 1880 werd de kapel gebouwd.
In 1982 werd de kapel gerestaureerd.

## Bouwwerk
De neogotische bakstenen kapel is gebouwd op een rechthoekig plattegrond en wordt gedekt door een verzonken zadeldak met leien. Op de nok van het dak is achter de voorgevel een dakruiter geplaatst met daarin een klokje. Zowel de frontgevel als de achtergevel zijn topgevels met schouderstukken met op de top van de achtergevel een pseudo-schoorsteen en op de frontgevel een cementstenen kruis. In de beide zijgevels is een spitsboogvenster met glas-in-lood aangebracht die omlijst wordt door mergelsteen. In de frontgevel is de toegang aangebracht die met hardsteen wordt omlijst met daarboven een blinde mergelstenen spitsboog, waarbij het boogveld in bakstenen siermetselwerk is uitgevoerd. De toegang wordt afgesloten met een ijzeren hek.
Van binnen is de kapel bekleed met metselwerk, waarbij nog verfresten op de stenen achtergebleven zijn wat waarschijnlijk betekent dat het interieur vroeger wit geschilderd was. De kapel wordt overwelft door een wit geschilderd tongewelf. Op het gewelf zijn goudkleurige lelies aangebracht, evenals een bloem van keramiek. Tegen de achterwand is het altaar geplaatst met op een sokkel het Mariabeeld. Het beeld toont een gekroonde Maria met op haar linkerarm het gekroonde kindje Jezus, terwijl ze in haar rechterhand een staf vasthoudt. Op de sokkel van het beeld is een tekst aangebracht:

O.L.VROUW KAPEL
+/_   1880
GEREST. 1982
BUURTVERENIGING "KASEN"